# Georges Héreil
Georges Héreil, né le 28 août 1909 à Paris et mort le 4 décembre 1980 à Genève, en Suisse, est un juriste et industriel français, président de sociétés. Il est connu comme le « père » de la Caravelle, l'avion des années 1960, premier biréacteur commercial français.

## Biographie
Élève au lycée Janson-de-Sailly (et à la Schola Cantorum car il avait une très belle voix) à Paris, puis au lycée Gambetta à Cahors, il obtient à 19 ans, en 1928, sa licence en droit à la Faculté de Droit de Paris. Assistant à la Faculté de 1929 à 1936, il se spécialise alors dans le droit des faillites et devient en 1936 liquidateur judiciaire.   
En 1946, après la guerre, Georges Héreil est nommé, à 39 ans, président de la SNCASE qui deviendra Sud-Aviation en 1957. Quelques mois auparavant, il avait été désigné pour liquider la faillite de cette société d'aéronautique. Il lança aussitôt la construction de deux prototypes de la Caravelle, qui sera le premier moyen-courrier à réaction français, mis en service le 15 mai 1959. Il décide aussi de la production des Vampire et des Mistral, les premiers chasseurs à réaction français et celle des hélicoptères à turbine Alouette... Georges Héreil accepte, conjointement, d'autre postes de présidence ou d'administrateur : papeterie de la Chapelle, hôtellerie, CSF, Schneider, Lehman Brothers International...
En 1963, désapprouvant la création de l'avion supersonique Concorde – au détriment de sa chère Caravelle qu'il voulait décliner  en une famille d'avions avec une remarquable prescience, puisque c'est exactement ce que fera  Airbus avec succès  vingt ans plus tard – il quitte Sud-Aviation. Il ne reste pas inactif puisqu'il est choisi dans la foulée par les grands patrons américains de la Chrysler Corporation - qui viennent de racheter la société Simca-Automobiles - pour remplacer l'ancien PDG italien de cette ex-filiale française de Fiat : Henri Théodore Pigozzi, trop inféodé à Fiat. 
À l'automne 1966, Simca présente ses modèles Simca 1301 et 1501 ; au printemps 1967, le coupé 1200S ; à l'automne 1967, la Simca 1100; en février 1970, la Rallye... Cette année-là, le 1er juillet, la société Simca-Automobiles prend le nom de Chrysler France, dont Georges Héreil devient le président. Il est ensuite vice-président de Chrysler International à Genève. Il est, après 1974, président du conseil de surveillance de plusieurs groupes industriels importants. 
De 1961 à 1967, Georges Héreil est membre du conseil général du Lot, élu dans le canton de Cahors-Sud. Propriétaire à titre personnel du château de Laroque-des-Arcs, il a aussi racheté en outre, dans les années 1960, le château de Mercuès, ancien palais des comtes-évêques de Cahors devenu un hôtel bien avant la guerre, et y a fait de gros travaux de réhabilitation pour le transformer en centre de stages pour Chrysler France.
Après sa mort en décembre 1980, il est enterré à Cahors (Lot).

## Distinctions
- Commandeur de la Légion d'Honneur

## Œuvres
- Les Études pratiques du droit commercial, n° 1er janvier-mars 1935, Librairie générale de droit et de jurisprudence, 1935